# Jiřina Tvrdíková
Jiřina Tvrdíková, roz. Severová (15. května 1923, Tjačevo – 14. listopadu 2011) byla vojačka, zdravotnice a politická vězeňkyně, přeživší několika sovětských gulagů. Zúčastnila se osvobozování Kyjeva a Karpatsko-dukelské operace. 

## Život
Jiřina Severová se narodila v obci Tjačevo na Podkarpatské Rusi do rodiny četníka, který byl původem z pražských Vinohrad.
Do svých patnácti let chodila Jiřina Tvrdíková do zdravotní školy v Užhorodu. V posledním ročníku však její studium ukončila druhá světová válka a okupace Podkarpatské Rusi Maďary. Jiřina musela odejít ze školy a ve zmatku se, na otcovo přání, rozhodla odejít ještě s pěti studentkami za studiem do Ruska. Při přechodu však byla skupina označena za české agenty a Tvrdíková poslána do věznice ve městě Ivanovo, kde strávila jeden a půl roku.
Poté byla odsouzena ke třem letům vězení a transportována do gulagu v Arzamasu. Byla několikrát nemocná a sama uvádí, že se každý večer modlila za svou smrt. Jednoho večera odešla do lesa s úmyslem spáchat sebevraždu, avšak ji zachránila jedna z Rusek. Během formování Svobodovy armády byla povolána do kazašského Džambulu, kde kopala odvodňovací kanály. V roce 1942 nastoupila do zdravotního praporu svobodné armády v Buzuluku, kde prodělala výcvik.
Účastnila se bitvy o Kyjev, Karpatsko-dukelské operace, u Liptovského Mikuláše byla zasažena do páteře hned vedle míchy. Její bratr Jan, přezdívaný „dítě pluku“, ve svých patnácti letech na Dukle zahynul. Konce války se dočkala v nemocnici v Popradu, odkud byla po válce převezena vrtulníkem do vojenské nemocnice v Praze. Po válce ležela často v nemocnicích kvůli svým válečným zraněním. Pracovala jako prodavačka v samoobsluze a do konce života trpěla válečným traumatem a halucinacemi.
Během invaze vojsk Varšavské smlouvy do Československa v roce 1968 navedla sovětské tanky do jednosměrky a jednomu sovětskému vojákovi dokonce sebrala samopal. Incident se obešel bez zranění a perzekuce.
Zemřela 14. listopadu 2011.